# Achille du Clésieux
Achille-Marie-Aimé, comte Latimier du Clésieux, né le 30 avril 1806 à Saint-Brieuc, et mort le 25 juin 1893 dans la même ville, est un homme de lettres français, fondateur d'une colonie agricole en faveur d'anciens détenus, dans les Côtes d'Armor.

## Biographie

### Famille
Achille du Clésieux est né dans une riche famille de notables. Il est le fils d'Olivier-René Latimier du Clésieux, seigneur de Kerliviox, receveur général des Côtes-du-Nord de 1800 à 1831, et de Marie-Anne-Mathurine Posnic de La Bedinière. Son frère, Augustin Latimier du Clésieux, est régent de la Banque de France.

### Études et débuts littéraires
Il commence à fréquenter les milieux littéraires après ses études et devient propriétaire du château de Saint-Ilan (Langueux) à l'âge de vingt ans. Vivant dans sa propriété de ses rentes, il consacre son temps à la poésie. Ami de Chateaubriand et très croyant, il est membre de l'École de la Chesnaie de 1828 à 1830, fondée par l’écrivain catholique et ultramontain Félicité Robert de Lamennais.

### Fondateur d’œuvres charitables
Se consacrant également aux œuvres charitables, il met à disposition sa fortune et ses terres à cet effet.
À proximité du château dont il est propriétaire, il fonde la colonie agricole de Saint-Ilan pour y encadrer de jeunes délinquants et déshérités. Pour cela, il fonde la congrégation des Frères laboureurs de Saint-Ilan qui devient ensuite l'Ordre des Frères de Saint-Léon, avec l'accord de l'évêque de Saint-Brieuc, Jacques-Jean-Pierre Le Mée (br). L'Œuvre de Saint-Ilan, qui connaît un important développement en Bretagne, est confiée à la Congrégation des Pères du Saint-Esprit en 1855. La colonie agricole de Langonnet devient une colonie pénitentiaire autonome en 1859. Selon l'Œuvre de la Sainte-Enfance, dans un texte datant de 1860, les jeunes garçons hébergés à Saint-Ilan sont facilement ramenés au bien et à la piété par les frères qui les dirigent. Chaque détenu possède un compte pour recenser les points de bonne conduite. Contrairement aux autres colonies pénitentiaires, l'enfermement en cellule, et les divers châtiments corporels, ne sont pas pratiqués à Notre-Dame de Langonnet ,.
En 1872, il fonde ensuite l'Œuvre des familles ouvrières.

### Société du Nouveau Théâtre à Paris
Achille du Clésieux crée la Société du Nouveau Théâtre à Paris en 1873.

### Descendance
Il est le père d'Olivier Latimier du Clésieux, administrateur et censeur de la Banque de France de Saint-Brieuc, qui fut maire de Langueux de 1859 à 1870 et conseiller général des Côtes-du-Nord de 1864 à 1870, fondateur de la briqueterie de Saint-Ilan ; il est aussi le beau-père de l'amiral Jules de Cuverville (mariage 20 septembre 1860 à Langueux avec Cécile Marie Latimier de Clésieux) et de Ferdinand Charles Marie du Breil de Pontbriand.

### Distinctions
- Il est créé comte romain par le pape.
- Il est chevalier de la légion d'honneur (1847).

## Publications
- L'âme et la solitude (1833)
- Exil et patrie (1834)
- Dernier chant (1841)
- Paris: une voix dans la foule (1857)
- Au général de Lamoricière (1860)
- Rome et Gaëte (1861)
- Une voix dans la solitude (1863)
- Nobles causes (1864)
- Philippe. Pièce en cinq actes et en vers (1870)
- Renaissance: chansons du peuple (1872)
- Armelle (1876)
- Mosaïque (1880)
- Cri de l'âme (1884)
- L'Éperon, poésie (1886)
- "Lux et vita", poésie... (1889)
- Colonisation sur les landes de la Bretagne des orphelins et des enfants abandonnés